# Blou
Blou ist eine französische Gemeinde mit 938 Einwohnern (Stand: 1. Januar 2022)  im Département Maine-et-Loire in der Region Pays de la Loire. Die Gemeinde gehört zum Arrondissement Saumur und zum Kanton Longué-Jumelles. Die Einwohner werden Blosiens genannt.

## Geografie
Blou liegt etwa 40 Kilometer ostsüdöstlich von Saumur in der Baugeois. Umgeben wird Blou von den Nachbargemeinden Saint-Philbert-du-Peuple im Norden, Vernantes im Osten und Nordosten, Neuillé im Süden und Südosten, Vivy im Süden sowie Longué-Jumelles im Westen.
Durch die Gemeinde führt die Autoroute A85. 

## Bevölkerungsentwicklung
| Jahr                       | 1962 | 1968 | 1975 | 1982 | 1990 | 1999 | 2006 | 2018 |
| Einwohner                  | 902  | 867  | 823  | 799  | 752  | 824  | 946  | 995  |
| Quellen: Cassini und INSEE |      |      |      |      |      |      |      |      |

## Sehenswürdigkeiten
- Kirche Notre-Dame aus dem 12. Jahrhundert

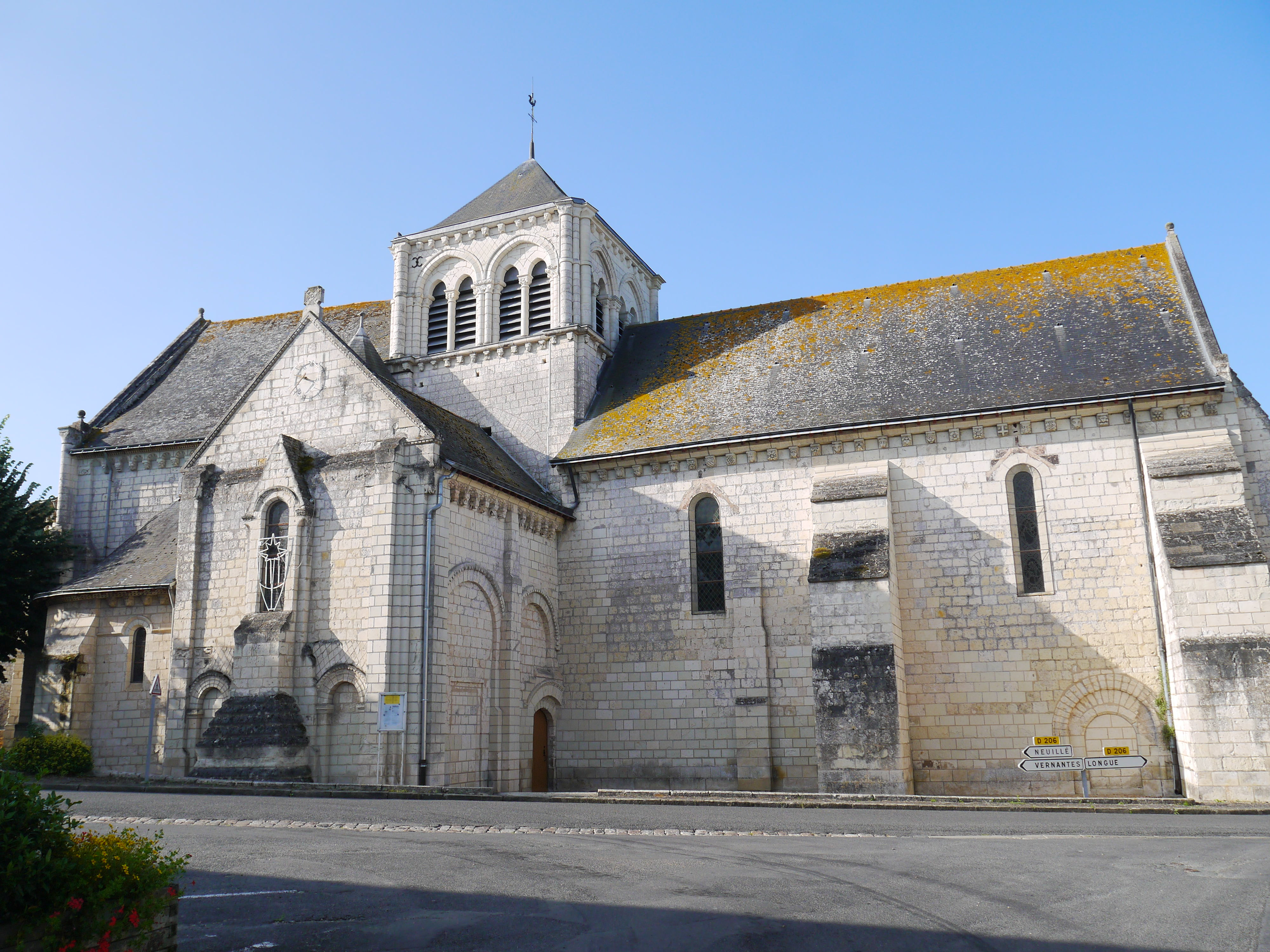
Kirche Notre-Dame